# Villa Serra (Sant'Olcese)
La villa Serra Pinelli è una villa settecentesca situata nella frazione di Comago a Sant'Olcese, nella città metropolitana di Genova. Ubicata a poca distanza dal torrente Secca, nella val Polcevera, dal 1982 è adibita ad uso pubblico e di proprietà dei comuni di Genova, Sant'Olcese e Serra Riccò.

## Storia e descrizione
Il complesso architettonico è circondato da un grande parco all'inglese, anch'esso realizzato alla metà del XIX secolo, quando il marchese Orso Serra decise di operare una radicale trasformazione delle proprietà acquistate dalla famiglia Pinelli.
Con la collaborazione del marchese Carlo Cusani, imprenditore e architetto dilettante, Orso Serra fece ristrutturare la villa e costruire nel 1851 la palazzina neogotica in stile Tudor e una torre richiamante il periodo medievale. Nel parco circostante, esteso per nove ettari, con ruscelli e laghetti popolati da anatre e cigni, furono anche impiantati alberi esotici ad alto fusto.
Nel 1938, alla morte dell'ultima discendente del marchese Serra, il complesso divenne proprietà di un istituto religioso. Subì gravi danni durante la seconda guerra mondiale e ancora durante l'alluvione che colpì la Liguria nel 1970, andando incontro a un degrado che proseguì fino al 1982, quando fu acquistato dai comuni di Genova, Sant'Olcese e Serra Riccò, che costituirono il "Consorzio Villa Serra" per la sua gestione. Dopo i primi lavori di restauro, durati un decennio, il parco è stato riaperto al pubblico nel 1992. I lavori di restauro sono stati completati nel 2004.
Nel parco si tengono mostre, eventi, concerti musicali, gare sportive di tiro con l'arco e manifestazioni diverse organizzate nell'ambito del festival multiculturale "Villa Comago Breakout".

## Galleria d'immagini

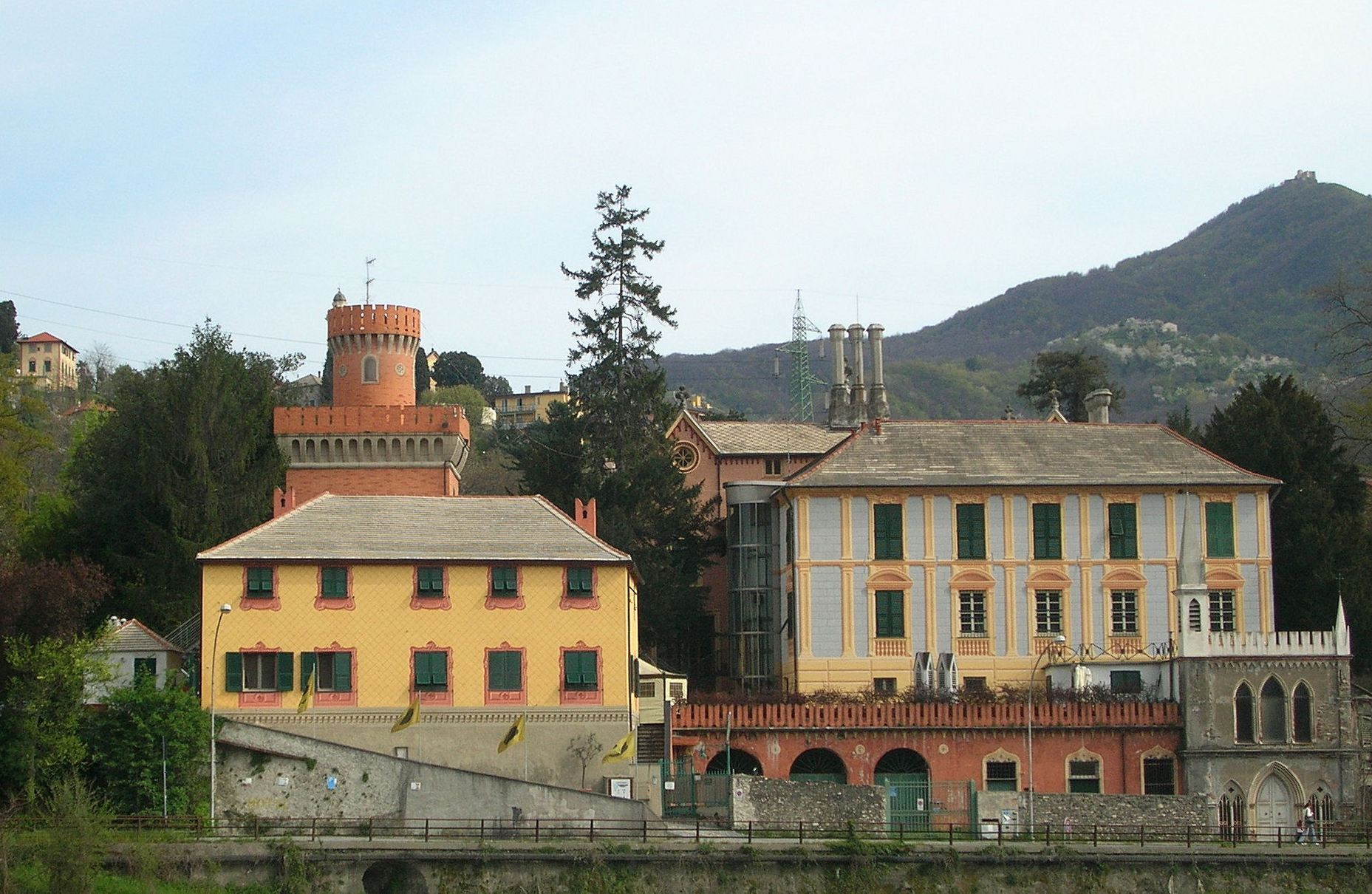
La Villa Serra di Comago vista dal torrente Secca
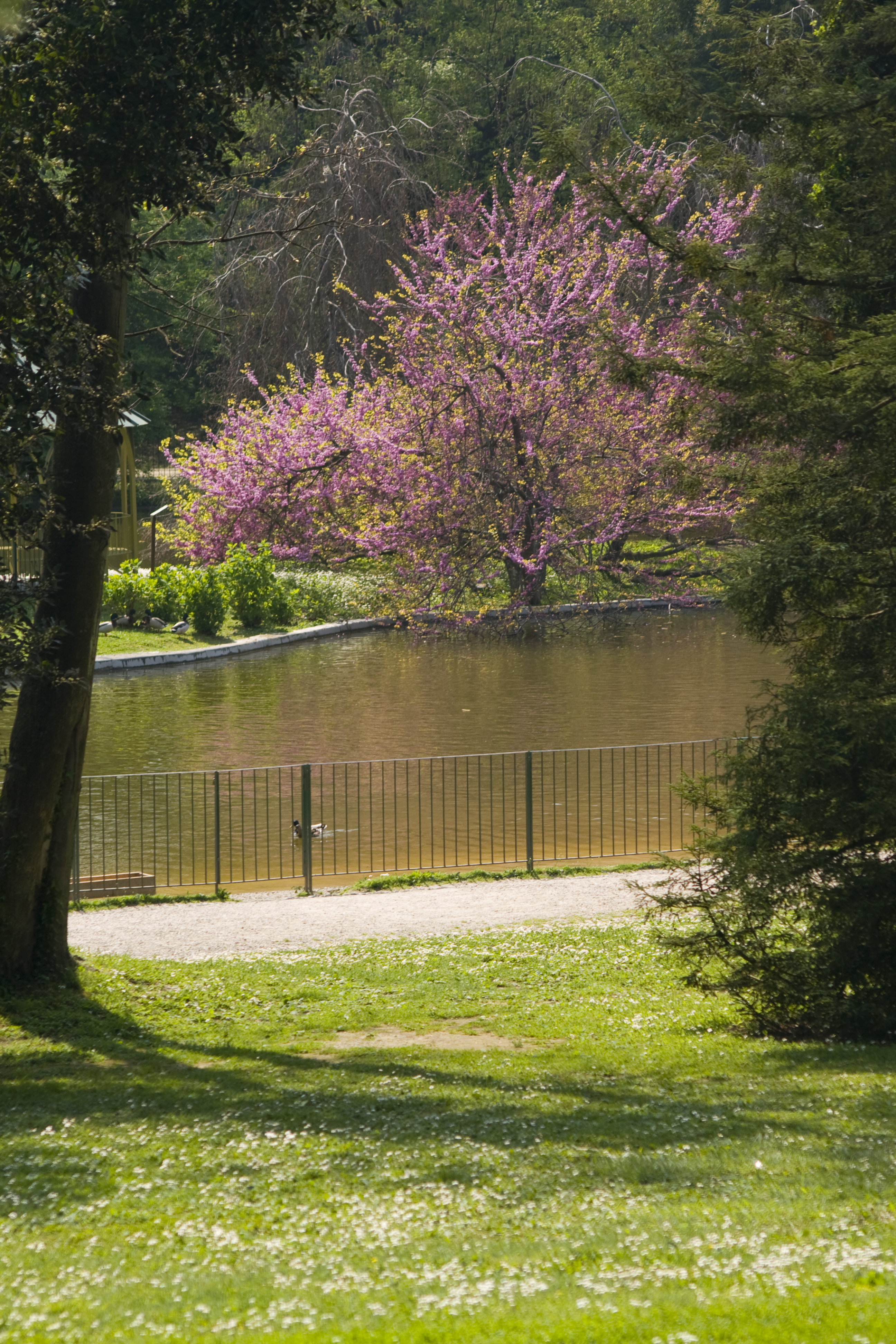
Scorcio del parco